# バルツォラ
バルツォラ（伊: Balzola）は、イタリア共和国ピエモンテ州アレッサンドリア県にある、人口約1,300人の基礎自治体（コムーネ）。

## 地理

### 位置・広がり
| 隣接するコムーネは以下の通り。括弧内のVCはヴェルチェッリ県所属を示す。 - カザーレ・モンフェッラート - コスタンツァーナ (VC) - モラーノ・スル・ポー - リーヴェ (VC) - ヴィッラノーヴァ・モンフェッラート |

### 地震分類
イタリアの地震リスク階級 (it) では、4 に分類される
。

## 行政

### 分離集落
バルツォラには、以下の分離集落（フラツィオーネ）がある。
- Cantone Borgoratto, Cantone Cascine, Cantone Castelli - Piazza Vignazza, Cantone Giarone, Cantone Pozzarello, Cantone Quadro, Cantone Villa, Cantone Villaveri

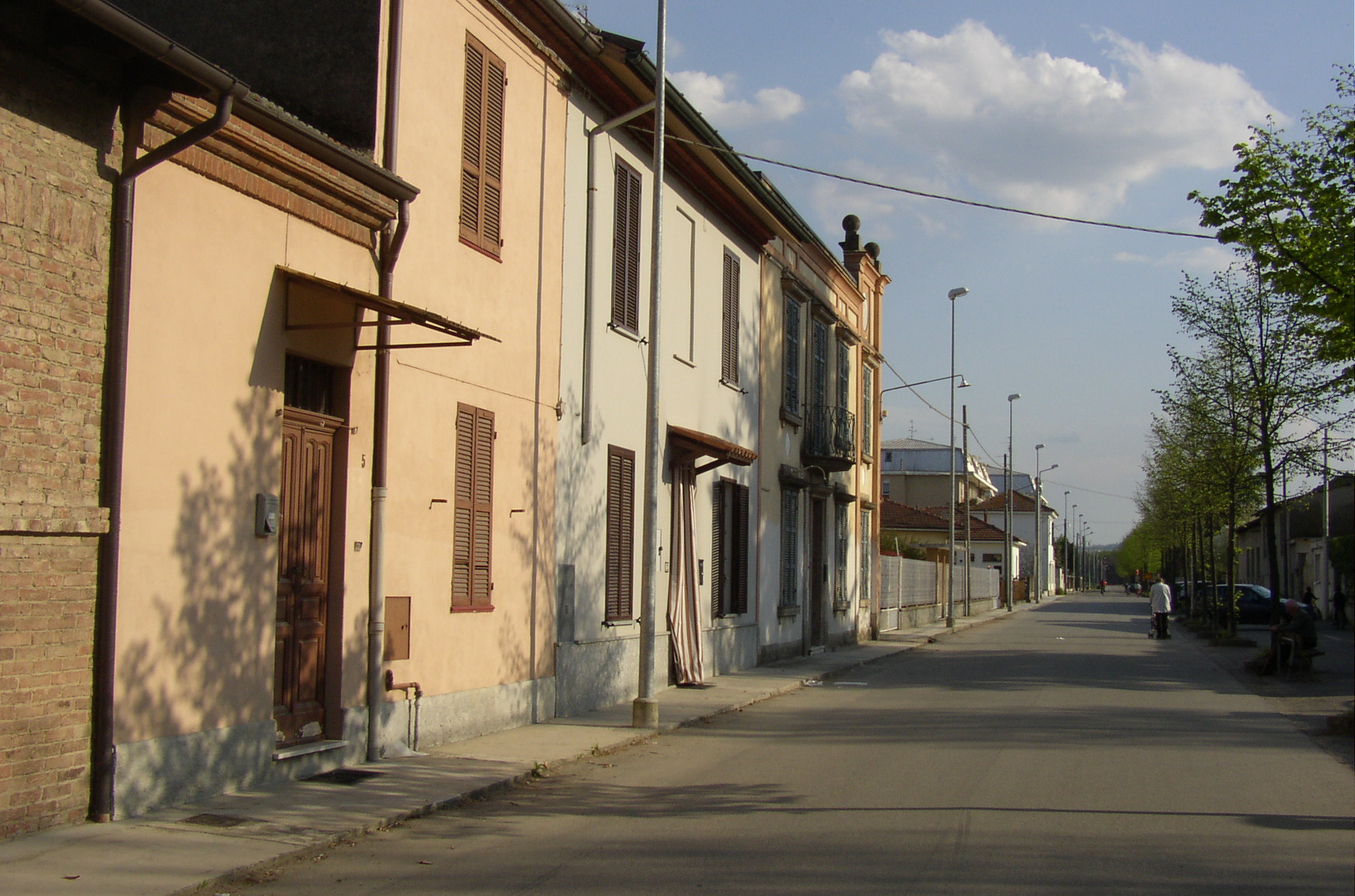
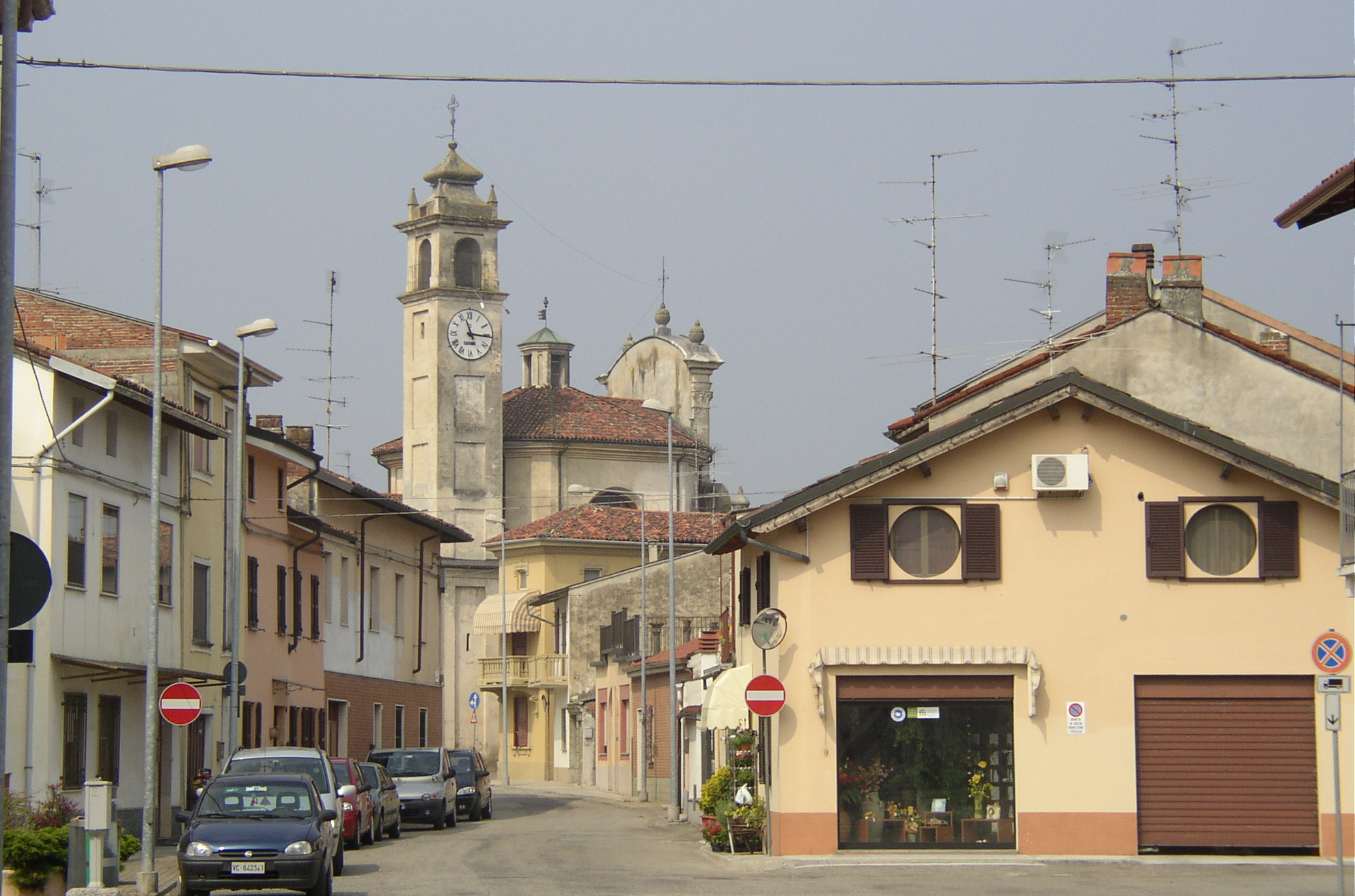
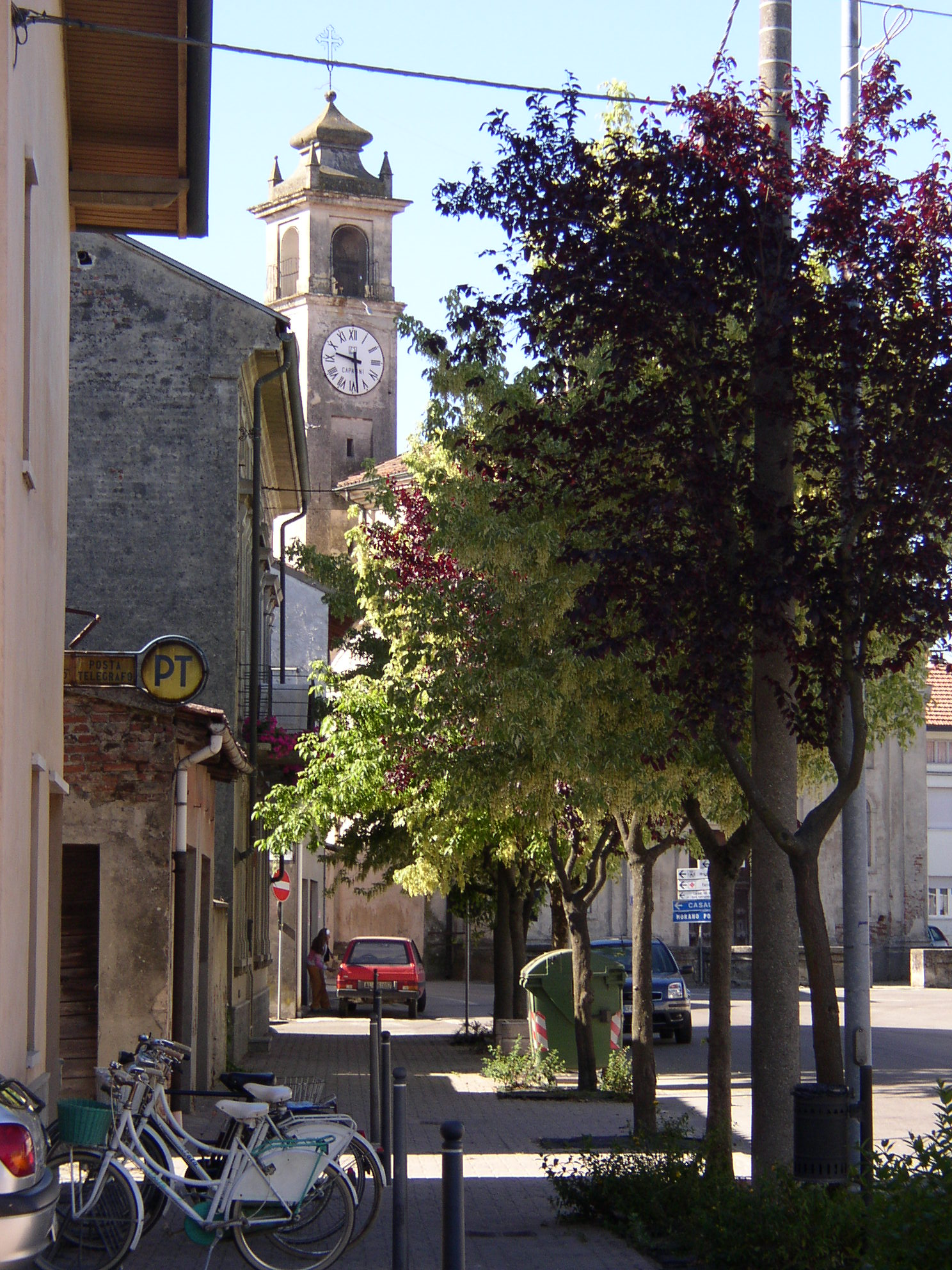
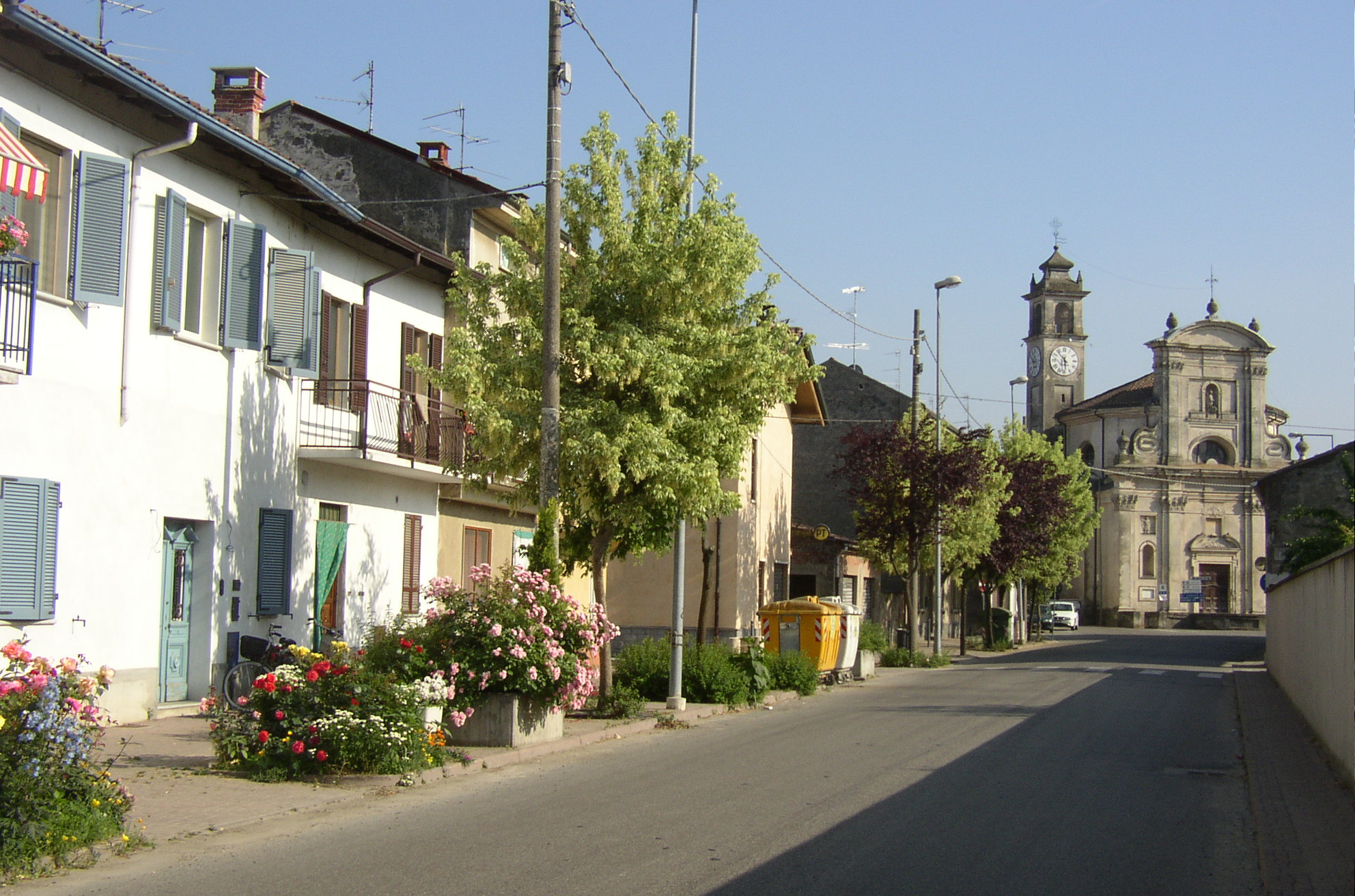
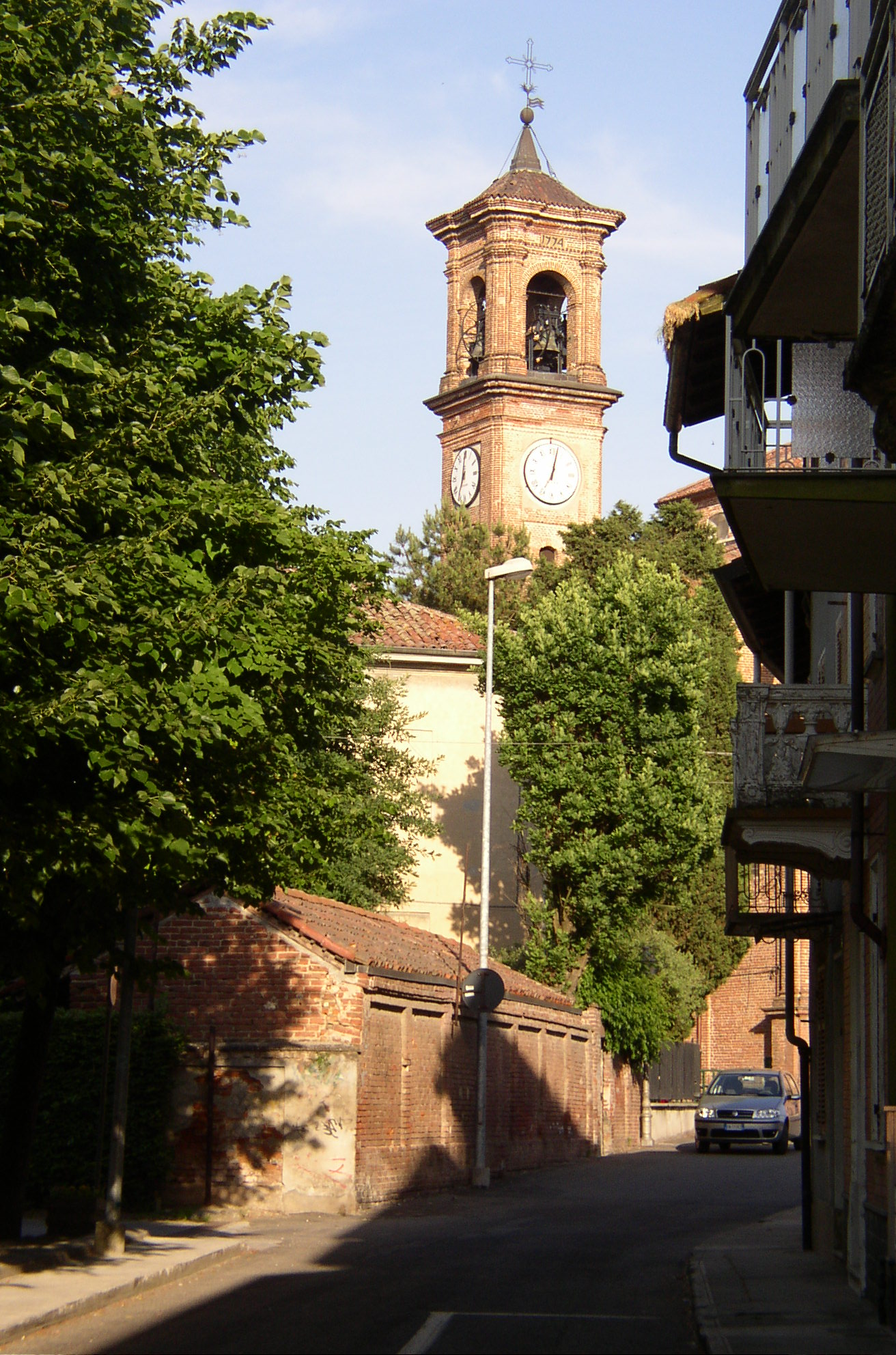
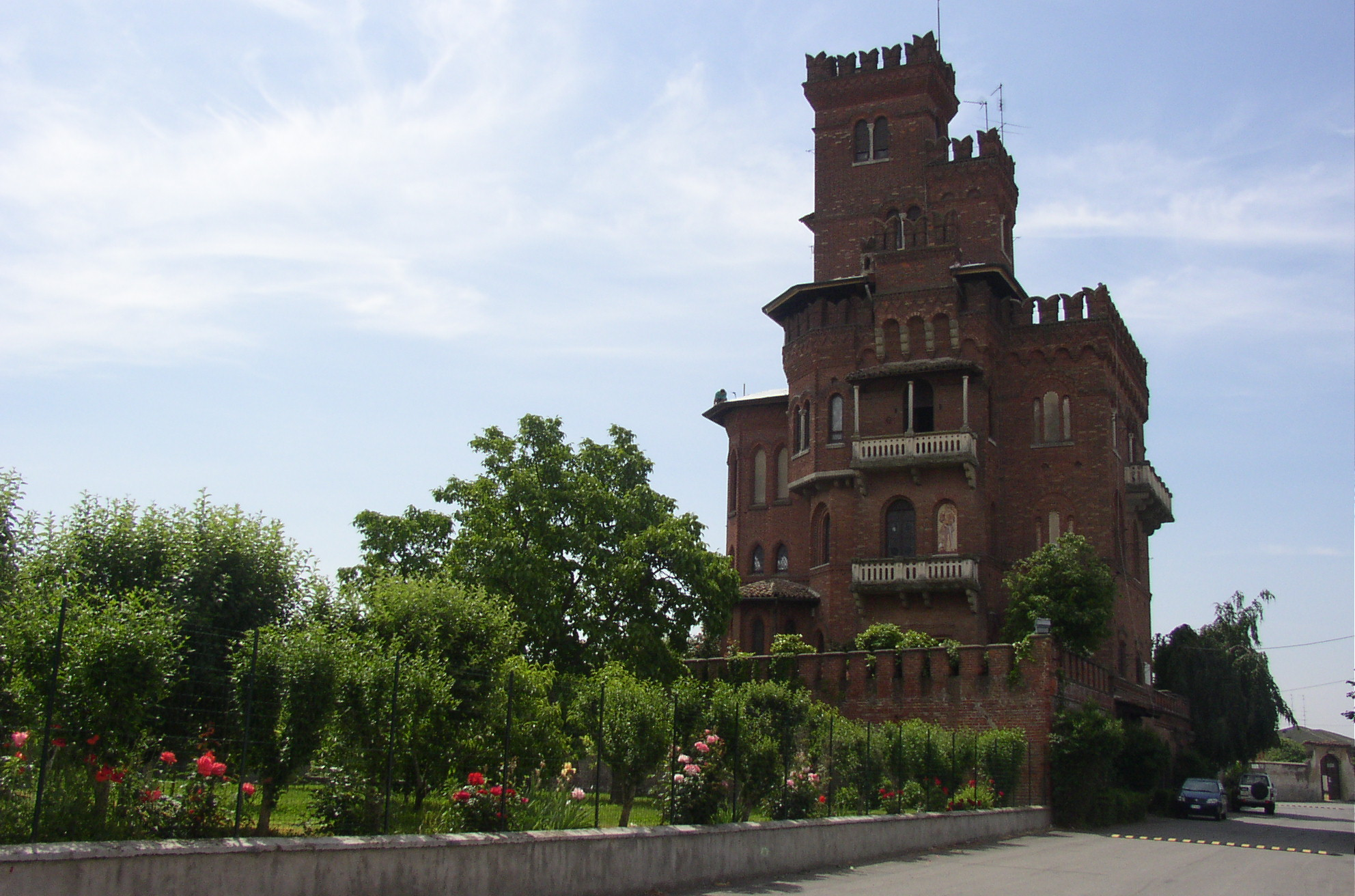